# 台州广播电视总台
台州广播电视总台，是中华人民共和国浙江省台州市的广播电视播出机构，成立于2005年，是由原台州电视台、台州人民广播电台等单位合并组建的台州市级新闻传媒法人，为中共台州市委、台州市人民政府政府直属事业单位，是以广播、电视、传输网络和报刊宣传为主，兼营其他相关产业的综合性传媒实体，与台州广播电影电视集团两块牌子一套班子。集团共设6个电视频道、4个广播频道、1份报纸（《台州广播电视报》）；1家网站（台州在线），同时拥有8家产业公司、3个直属单位。
台州广电总台是台州市最具影响力的媒体之一。在台州，总台电视节目市场份额接近40%，广播节目市场占有率高达77%。台州广播电视报是全国城市周报十强之一。联合摄制的以台州改革开放历程为素材的长篇电视剧《海之门》在中国中央电视台综合频道黄金时间播出，并荣获中宣部「五个一工程」优秀作品奖。 

## 历史

### 台州人民广播电台
台州人民广播电台的历史可追溯至1955年成立的台州海门区广播站。1956年3月，海门作为直属区建制撤销，海门区广播站更名为黄岩县海门区广播站，1965年又更名为海门镇广播放大站。1981年再先后更名为海门特区广播站、椒江人民广播站。
1986年9月，椒江人民广播站改建为椒江人民广播电台，1995年改呼号为台州人民广播电台，受台州市、椒江区两级领导。1999年，在椒江电台基础上建立台州人民广播电台，同年9月9日开播。

### 台州电视台
台州电视台的历史可追溯至1983年元旦建成的台州地区电视调频转播台，当时转播浙江电视台节目。
1986年1月，临海电视台成立并开播。1991年，台州地区和临海市合办电视台，将原临海电视台的呼号改为台州电视台，升格为地级台。原临海电视台的呼号于1993年10月恢复。1997年7月，因台州撤地建市和市级行政机关南迁椒江区，台州电视台迁址椒江，并播出自办节目，同年对椒江区的有线电视网络进行了整合，新办台州有线电视台。
2005年，原台州电视台、台州人民广播电台等单位合并组建台州广播电视总台。2013年12月30日，台州广播电影电视集团挂牌成立，与台州广播电视总台两块牌子一套班子。

## 总部
台州广电新大楼位于台州市椒江区中心大道315号，2005年12月8日投入使用。新广电大楼总投资2亿多元、占地25亩、建筑面积4.2万平方米。

## 旗下资产
目前台州广播电视总台共设2个电视频道、3个广播频道，电视信号覆盖整个台州及相邻的宁波、温州、绍兴、金华地区，广播信号覆盖台州地区。

### 电视频道
| 頻道名稱     | 语言   | 广播格式                    | 啟播時間 | 频道前身   | 備註                                                   | 備註 |
| 新闻综合频道 | 普通話 | SD: PAL 576i 16:9 HD：1080i |          | 台州电视台 | 台州市第一個无线電視頻道，以新聞、時事、專題類節目為主 |      |
| 文化生活频道 | 普通話 | SD: PAL 576i 16:9 HD：1080i |          |            | 以文化、生活類節目為主                                 |      |

### 广播频率
| 頻道名稱 | 语言   | 频道频率 | 啟播時間 | 频道前身         | 備註                                                         |
| 综合广播 | 普通話 | FM98.7   |          | 台州人民广播电台 | 以新聞為主，集新聞性、公益性、服務性、監督性為一體的綜合頻率 |
| 音乐广播 | 普通話 | FM100.1  |          |                  | 主要提供文化娱乐新闻、文学、音乐、娱乐节目                   |
| 交通广播 | 普通話 | FM102.7  |          |                  | 主要為駕車人士服務的頻率，提供路況播報、生活資訊及服務類節目 |

### 旗下单位
总台（集团）拥有8家产业公司，即台州广电网络有限公司、台州数字电视公司（集团控股）、台州广电报业有限公司、台州网络电视有限公司、台州海视移动电视公司、台州海讯传媒广告公司、台州中音天歌公司（负责中国网络音乐节的开发运作）、台州广电文化传播有限公司；还包括3个直属单位，即广电网络管理中心、椒江广电中心、路桥广电中心。